# Little Children
Pour les articles homonymes, voir Children (homonymie).
Pour plus de détails, voir Fiche technique et Distribution.
Little Children, ou Les Enfants de chœur au Québec et au Nouveau-Brunswick, est un film américain réalisé par Todd Field, sorti en 2006. Il est adapté d'un roman de Tom Perrotta, publié en France sous le titre Les Enfants de chœur.

## Synopsis
Sarah Pierce vit avec son mari Richard et sa fille Lucy. Cependant, leur mariage s'effondre lorsqu'elle découvre sa dépendance à la pornographie sur Internet. Un jour, elle rencontre Brad Adamson, un étudiant en droit qui amène son fils, Aaron, au parc. Brad et Sarah deviennent amis et, sur un défi, s'embrassent dans le parc. Ils sont instantanément attirés l'un par l'autre, mais décident de garder leur relation platonique.
Un jour, plusieurs parents paniquent lorsqu'ils voient le délinquant sexuel Ronnie J. McGorvey, récemment sorti de prison, nager dans la piscine avec les enfants. Après avoir été escorté par la police, Sarah et Brad ramènent Lucy et Aaron chez elle et mettent les enfants au lit. Pendant que Sarah sèche des serviettes dans son sous-sol, Brad descend et ils font l'amour.
Ronnie vit avec sa mère, May, qui pense que rencontrer une fille le guérirait. Ronnie, à contrecœur, accepte d'aller à un rendez-vous que May a arrangé pour lui avec une fille nommée Sheila.
Lorsque Brad saute à nouveau l'examen du barreau, sa femme Kathy devient méfiante et dit à Brad d'inviter Sarah, Richard et Lucy à dîner. L'intimité évidente entre Brad et Sarah confirme ses soupçons, et Kathy s'arrange pour que sa mère vienne pour une visite prolongée. Lorsque l'équipe de football de Brad joue son dernier match, Sarah assiste et applaudit alors que Brad marque le touché gagnant. Ensuite, ils s'embrassent sur le terrain, Brad la convainquant de s'enfuir avec lui.
Larry Hedges, ami de Brad et ancien policier, passe une grande partie de son temps à harceler Ronnie. Une nuit, il entre dans le quartier de Ronnie avec un mégaphone. May sort pour le confronter, souffrant d'une crise cardiaque dans le processus lorsque Larry la pousse au sol, le faisant arrêter. May est emmenée à l'hôpital, où elle meurt. Lorsque Ronnie rentre de l'hôpital, il trouve une lettre écrite par May disant: "S'il te plaît, sois un bon garçon." Affolé, Ronnie détruit une grande partie de la collection de figurines Hummel de sa mère avant de saisir un couteau.
Cette même nuit, Sarah et Brad conviennent de se retrouver dans le parc. Alors qu'il se dirige vers le parc, il est distrait par des skateurs, souhaitant essayer un saut lui-même. Il le fait mai il tombe et s'assomme. Lorsqu'il reprend connaissance, il demande aux ambulanciers d'appeler sa femme pour qu'elle le rejoigne à l'hôpital.
Sarah emmène Lucy au parc, elle voit Ronnie tituber sur l'une des balançoires, lui révélant que sa mère est décédée. Lorsque Lucy disparaît, Sarah panique et se précipite pour la chercher, oubliant Brad. Elle la retrouve en train de fixer un réverbère et la met en sécurité dans sa voiture. Pendant ce temps, Larry arrive pour s'excuser auprès de Ronnie à propos de May, mais quand il découvre que Ronnie s'est castré et saigne à mort, il le conduit à l'hôpital, en même temps que Kathy y retrouve Brad.

## Fiche technique
- Titre original et titre français : Little Children
- Titre québécois : Les Enfants de chœur
- Réalisation : Todd Field
- Scénario : Todd Field et Tom Perrotta
- Musique : Thomas Newman
- Photographie : Antonio Calvache
- Montage : Leo Trombetta
- Production : Todd Field, Albert Berger et Ron Yerxa
- Société de production : New Line Cinema
- Budget : 14 000 000 $
- Pays de production :  États-Unis
- Langue originale : anglais
- Format : couleur — 35 mm — 2,40:1 — Dolby Digital
- Genre : drame
- Durée : 131 minutes
- Dates de sortie : 
  - États-Unis : 6 octobre 2006
  - France : 24 janvier 2007

## Distribution

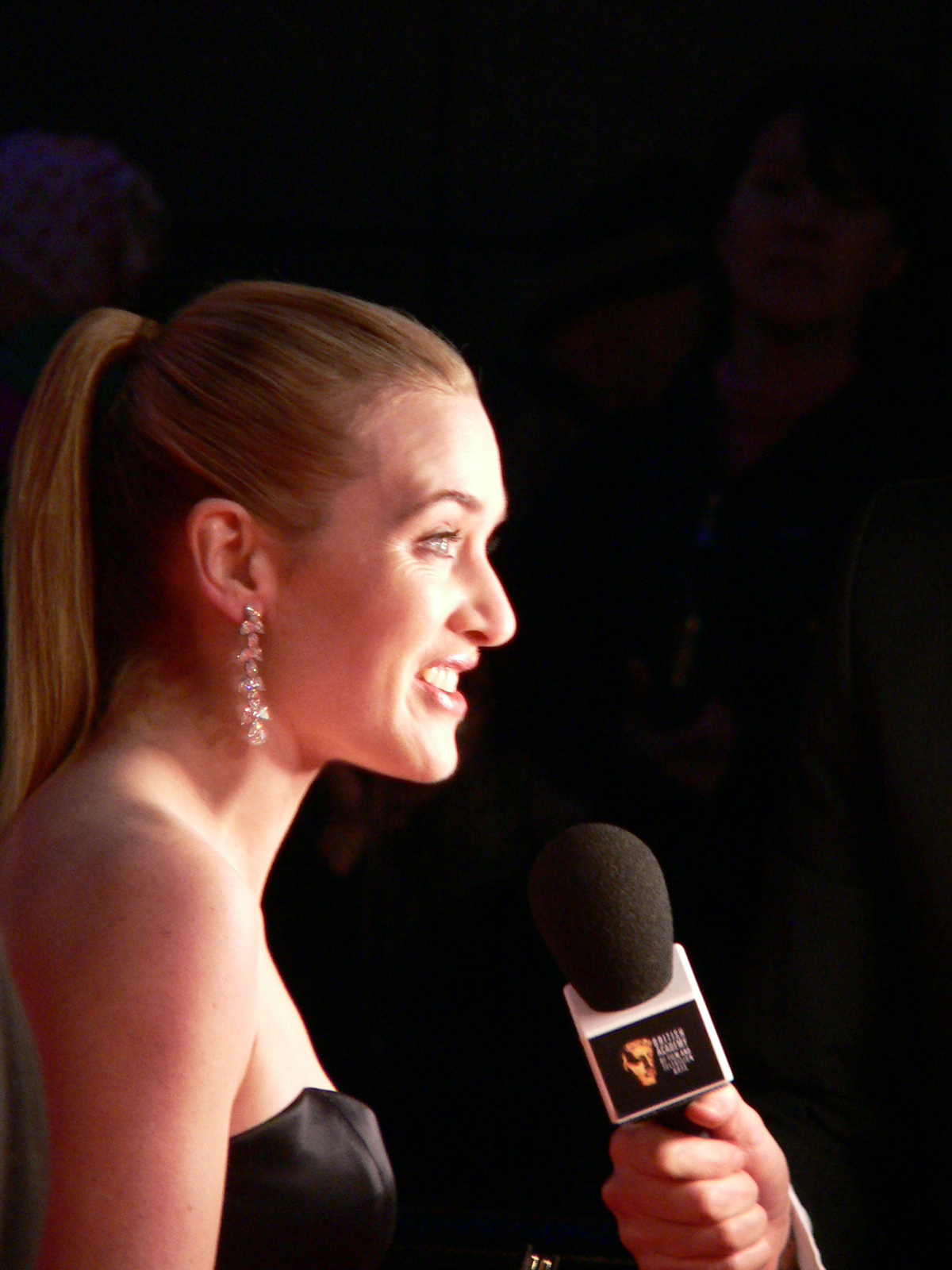
L'actrice Kate Winslet, aux BAFTA 2007, où elle a été récompensée dans la catégorie "meilleure actrice".

- Kate Winslet (VF : Rafaèle Moutier et VQ : Valérie Gagné) : Sarah Pierce
- Patrick Wilson (VF : Jérôme Pauwels et VQ : Patrice Dubois) : Brad Adamson
- Jennifer Connelly (VF : Véronique Desmadryl et VQ : Marika Lhoumeau) : Kathy Adamson
- Gregg Edelman (VF : Guillaume Lebon et VQ : Jean-Luc Montminy) : Richard Pierce
- Sadie Goldstein (VQ : Ludivine Reding) : Lucy Pierce
- Ty Simpkins (VQ : Célia Arsenault-Gouin) : Aaron Adamson
- Noah Emmerich (VF : Philippe Catoire et VQ : Daniel Picard) : Larry Hedges
- Jackie Earle Haley (VQ : Éric Gaudry) : Ronnie J. McGorvey
- Phyllis Somerville (VQ : Françoise Faucher) : May McGorvey
- Helen Carey (VF : Brigitte Aubry et VQ : Élizabeth Lesieur) : Jean
- Catherine Wolf : Marjorie
- Mary B. McCann (VQ : Isabelle Miquelon) : Mary Ann
- Trini Alvarado (VQ : Linda Roy) : Theresa
- Marsha Dietlein (en) : Cheryl
- Jane Adams : Sheila
- Raymond J. Barry : Bullhorn Bob
- Sarah Buxton : Slutty Kay
- Will Lyman (VF : Patrick Floersheim) : le narrateur (non crédité)
- Casper Andreas : un policier

## Prix
Outre de nombreuses nominations, Little children a remporté plusieurs prix
| Chlotrudis awards          | Meilleur acteur dans un second rôle | Jackie Earle Haley |
| Young Hollywood awards     | Breakthrough Performance – Male     | Patrick Wilson     |
| Palm Springs Film Festival | Prix de la Palme du Désert          | Kate Winslet       |
| Palm Springs Film Festival | Visionary Award                     | Todd Field         |